# ماركوس هاريسون
ماركوس هاريسون (بالإنجليزية: Marcus Harrison)‏ هو لاعب كرة قدم أمريكية أمريكي، ولد في 10 يوليو 1984.

## وصلات خارجية
- ماركوس هاريسون على موقع مرجع كرة القدم المحترفة.كوم (الإنجليزية)